# Rainer von Fieandt
Berndt Rainer von Fieandt (26 de diciembre de 1890 – 28 de abril de 1972) fue un político y abogado finlandés.
von Fieandt fue primer ministro de Finlandia de 1957 a 1958. Antes de ser primer ministro había sido gobernador
del banco de Finlandia, de 1955 a 1957. También fue presidente de la empresa finlandesa de máquinas Wärtsilä.